# Dyke (Slang-Wort)

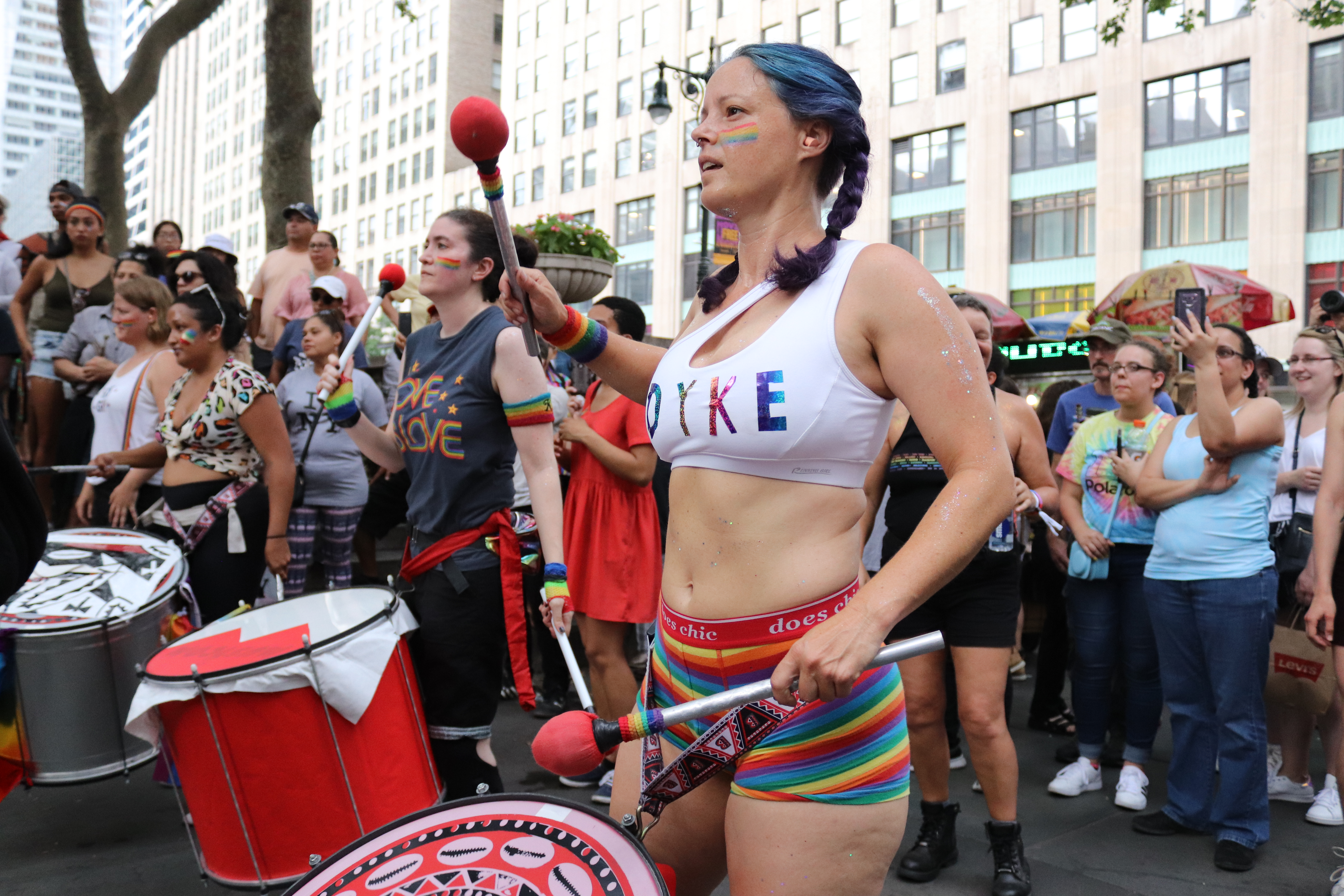
Versammlung vor einer Dyke-Demonstration in New York City (2019)

Dyke ist ein umgangssprachlicher Begriff, der als Nomen für Lesben und als Adjektiv für Dinge genutzt wird, die mit weiblicher Homosexualität in Verbindung gebracht werden. Ursprünglich war Dyke eine homophobe und misogyne Bezeichnung für maskuline oder androgyne Frauen und Mädchen. Obwohl er teilweise noch abwertend gebraucht wird, wurde der Begriff Dyke von vielen Lesben wieder in Besitz genommen, um Durchsetzungsvermögen und Robustheit zu implizieren.

## Ursprünge und historischer Gebrauch
Wo der Begriff Dyke ursprünglich herkommt, ist unklar. Es gibt viele Theorien dazu. Die meisten Etymologien gehen davon aus, dass das Wort Dyke vom englischen Wort bulldyke abstammt, das eine ähnliche Bedeutung hat. Der Begriff taucht erstmals in einem im August 1921 erschienenen Artikel der Zeitschrift Medical Review of Reviews auf. In dem Artikel berichtet der New Yorker Gefängnisarzt Perry M. Lichtenstein vom Fall einer Insassin, die er untersucht hat: „Sie sagte, sie habe einer Praxis gefrönt, die sie „bull diking“ nannte. Sie war Gefangene in einer Erziehungsanstalt, und dort verliebte sich eine gewisse junge Frau in sie“. Die Formen bulldyker und bulldyking tauchen später auch in den Romanen der Harlem Renaissance in den späten 1920ern auf, unter anderem in Eric D. Walronds Tropic Death (1926), Carl Van Vechtens Nigger Heaven (1926) und Claude McKays Home to Harlem (1928). Das Oxford English Dictionary verweist als erste Erwähnung auf den American Thesaurus of Slang von 1942, der bulldiker als Synonym für Lesben beschreibt.
Die Etymologie bulldyke ist ebenso obskur. Der Begriff könnte mit dem Slang-Wort dike verwandt sein, das im späten 19. Jahrhundert für Vulva verwendet wurde. Bull, wörtlich „männliches Rind“, wurde im Sinne von „maskulin“ und „aggressiv“ benutzt, sodass bulldyke ein beleidigender Ausdruck gewesen sein könnte, der wörtlich übersetzt „männliche Vulva“ bedeutet. Andere Theorien gehen davon aus, dass bulldyke von dem Wort morphodite abgeleitet ist, einer Variante des Begriffes Hermaphrodite; dass es ein Begriff für Zuchtbullen war und ursprünglich für sexuell aktive Männer verwendet wurde; oder dass es eine dialektale Verfälschung des Namens der keltischen Königin Boudicca war.
In den 1950er Jahren wurde das Wort dyke als abwertender Begriff für Lesben verwendet, aber auch von Lesben mit höherem sozialen Status als Bezeichnung für Lesben, die aus ihrer Sicht krude oder unfein waren.
In einer Studie von 1970 stellte Julia Stanley die Theorie auf, dass diese unterschiedlichen Definitionen auf geschlechtsbezogene Subdialekte zurückzuführen sind: Homosexualität in Amerika sei eine „Subkultur mit einer eigenen Sprache“. In der Community wird mit dyke eine sehr maskuline, einfach zu identifizierende Lesbe bezeichnet. Bull dyke ist eine Erweiterung des Begriffs, der zugleich impliziert, dass die Person gemein, aggressiv und demonstrativ männerhassend ist.

## Steigende Akzeptanz

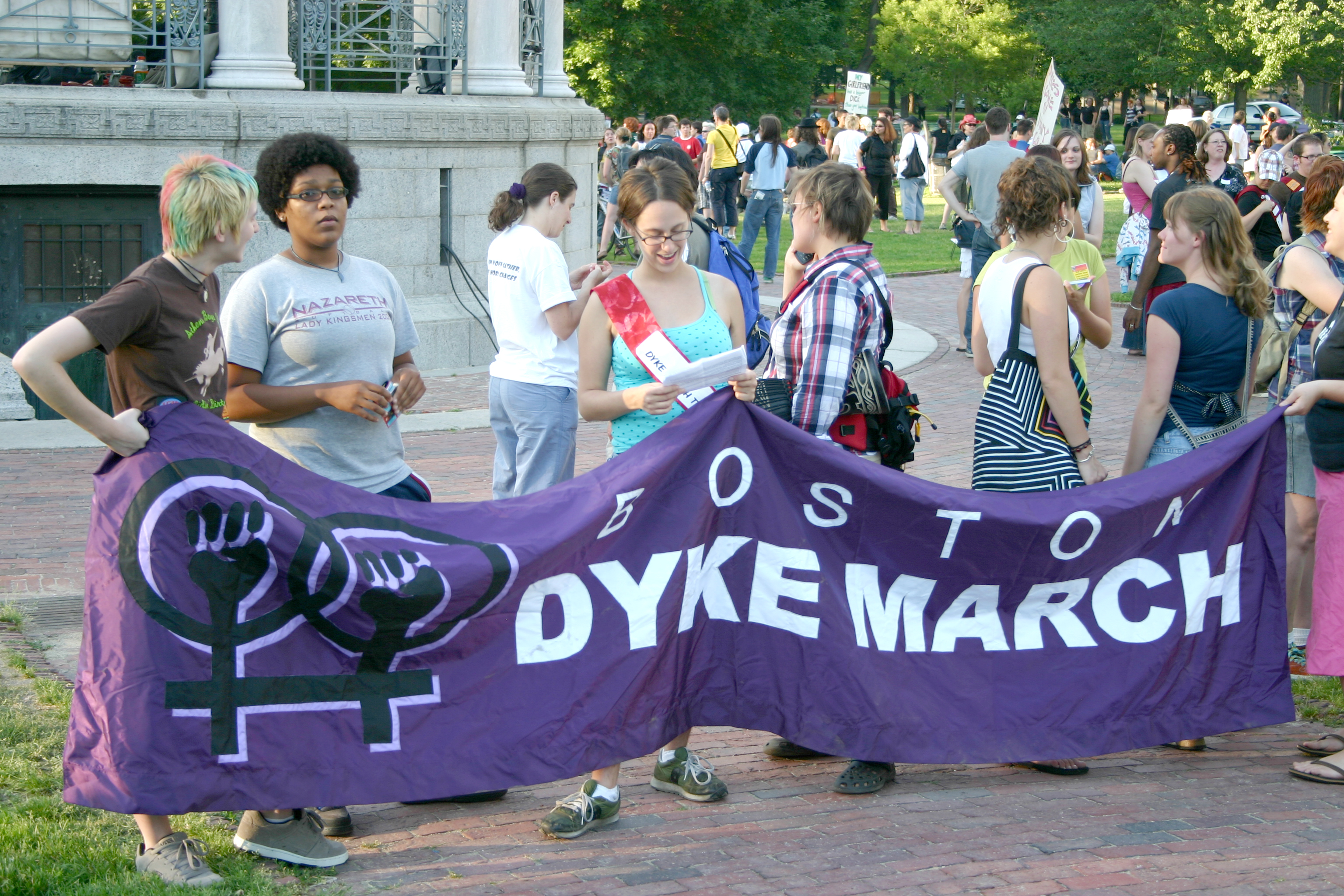
Dyke-Demonstration in Massachusetts, USA (2008)

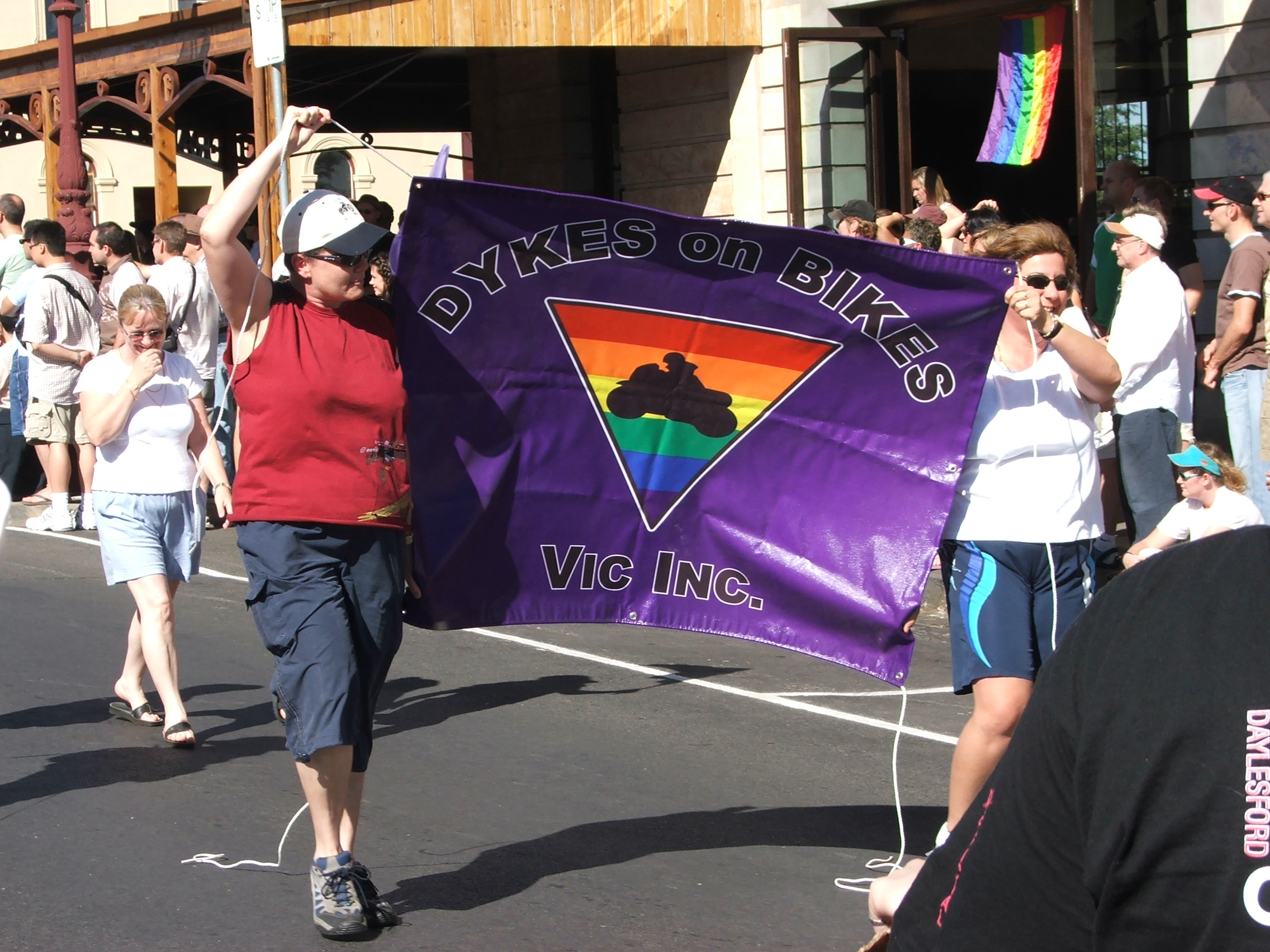
Dykes-on-Bikes-Banner bei der Melbourne Gay Pride (2006)

1969 begannen Menschen aus der queeren Community, auf die Straße zu gehen und für ihre Rechte einzutreten. Mit Begriffen wie Dyke wurden Menschen bezeichnet, die als politische Aktivistinnen für die queere Community aktiv waren. Eine feministische Welle in der lesbischen Community führte zum sog. „Dyke Separatismus“, der betonte, dass lesbische Frauen sich von Männern, deren Ideen und Bewegungen abgrenzen sollen.
Die Bedeutung des Begriffs Dyke hat sich also mit der Zeit definitiv verändert. Die meisten Mitglieder der Community benutzen den Begriff ohne „bull“ als positive Beschreibung einer Frau, die Robustheit ausstrahlt oder als einfachen, allgemeinen Begriff für Lesben. Der Begriff ist also nicht mehr negativ konnotiert.
Im späten 20. und frühen 21. Jahrhundert nahmen viele Lesben Dyke als Begriff von Empowerment und Stolz in Anspruch. Alison Bechdel, die Autorin des Comics Dykes to Watch Out For (1983–2008), bezeichnete die Nutzung des Begriffs als „linguistischen Aktivismus“. Der Comic stellt das Leben einer lesbischen Community dar und ist eine der ersten Darstellung von Lesben in der Populärkultur.

### Facebook-Kontroverse
Im Juni 2017 zensierte Facebook die Nutzung des Wortes Dyke und bezeichnete es auf seiner Website als „abusive content“. Um dagegen zu protestieren, lancierte das Kollektiv Listening 2 Lesbians eine Online-Petition, die von 7247 Personen unterzeichnet wurde.

## Dyke-Demonstrationen

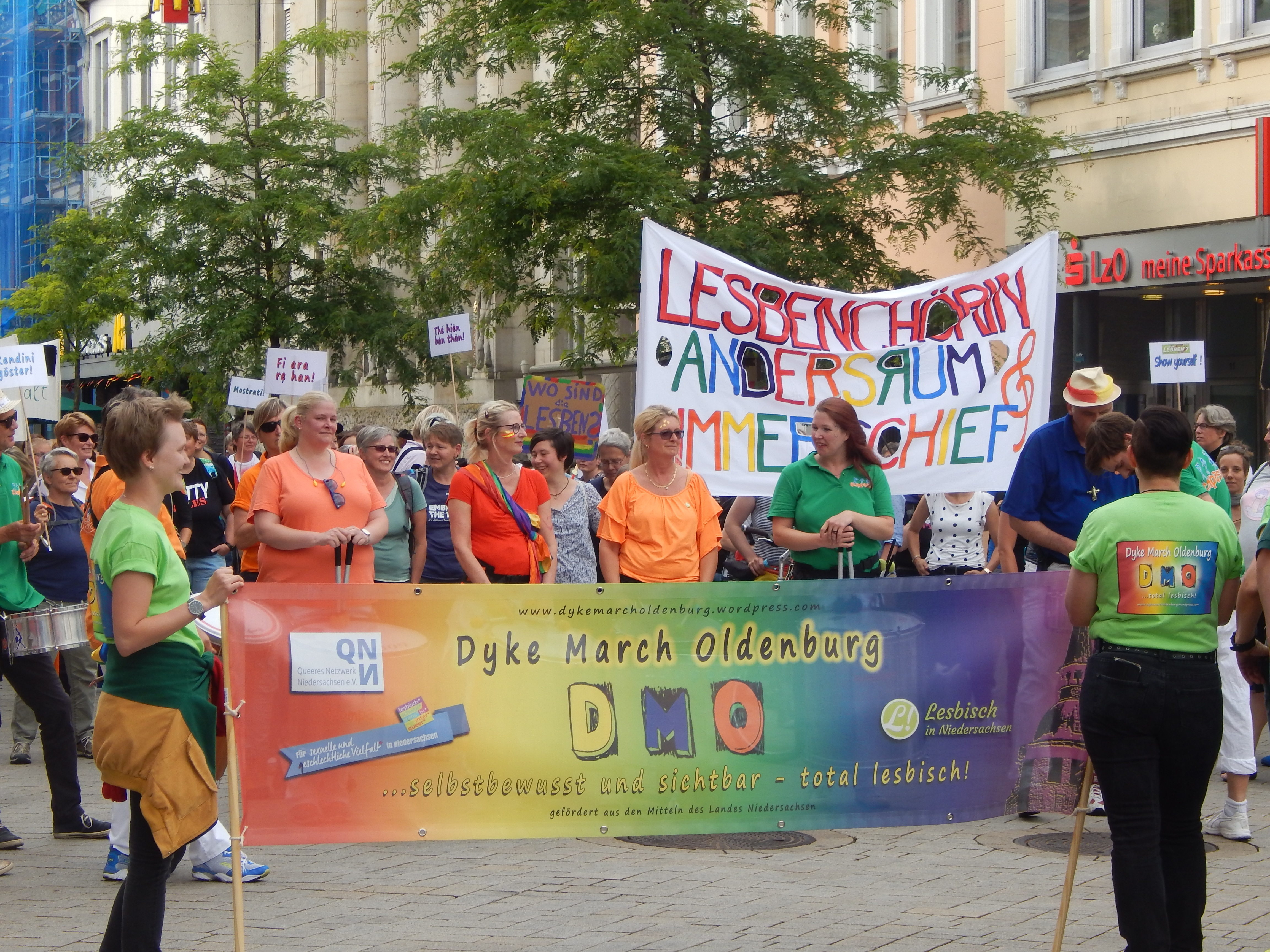
Dyke-Demonstration (2018) in Oldenburg

Dyke-Demonstrationen sind Gay-Pride-Veranstaltungen, die u. a. in den USA, Kanada und Deutschland stattfinden. Sie sind nicht-kommerziell. Das Leitbild des Boston Dyke March lautet beispielsweise, „to provide a dynamic and welcoming space for participants of all sexualities, genders, races, ages, ethnicities, sizes, economic backgrounds, and physical abilities.“ Dyke-Demonstrationen gibt es auch in europäischen Städten, seit 2012 in London, in Berlin seit 2013 halbjährlich.

## Weitere Literatur
- Gloria Bates: Dyke: A Fracture In the Lesbian Community. In: Medium. 6. Juni 2018 (englisch).
- Trish Bendix: Dyke Marches Assert Political Power and Demand Visibility. But They're Under Threat. In: Outward. Slate, 23. Juni 2017 (englisch).
- Bonnie J. Morris: Dyke Culture and the Disappearing L. In: Outward. Slate, 22. Dezember 2016 (englisch).
- Kristin Smith: The Lez Look Book. In: The Bold Italic. 21. Juni 2011.